# مارتی میتونن
مارتی میتونن (انگلیسی: Martti Miettunen؛ ۱۷ آوریل ۱۹۰۷ – ۱۹ ژانویهٔ ۲۰۰۲) یک سیاست‌مدار اهل فنلاند بود.